# 원지동 블루스
《원지동 블루스》는 1996년 8월 19일부터 1996년 12월 6일까지 방송되었던 KBS 2TV 일일 드라마로 작은 갈등이 발생했다가 풀리는 형식으로 기존 드라마보다 빠르고 시트콤보다는 긴 성격을 띤 것이 특징이다.

## 줄거리
서울 외곽지역 원지동에 고집불통인 한의사 최익삼 부부와 그들의 자녀 삼남매가 살고 있는데, 어느 날 한의원 앞 공터에 건물이 들어서고 ‘월드한방 부인과’라는 첨단시설의 한의원이 개업하게 된다. 이에 최익삼은 신경이 곤두서는데, 공교롭게도 그 한의사의 장모가 자신의 첫사랑이었던 박명금이다. 최익삼과 박명금은 고향친구로 서로 사랑했으나 부모의 반대로 야반도주까지 결심했던 사이였다. 이후 두 집은 사사건건 다투게 된다.

## 등장 인물
- 이순재 : 최익삼 역
- 사미자 : 박명금 역 - 익삼의 첫사랑이자 고향 친구
- 전운 : 장고 역 - 복덕방 운영. 익삼의 친구이자 라이벌[2]
- 정애리
- 배종옥:
- 강남길
- 견미리
- 맹상훈
- 윤유선
- 박혜숙
- 도금봉
- 이호성
- 김미성 : 민혜영 역 - 술집 종업원[2]
- 김지남 : 박명금의 둘째 딸 역[2]
- 이대원 : 승효 역

## 결방
- 1996년 11월 26일 : 8시 55분부터 국가대표 축구 평가전 <대한민국 VS 중국> 중계방송으로 인해 결방

## 참고 사항
- 상황 설정과 이야기 전개에 무리가 많은 데다 뚜렷하게 지향하는 바도 나타나지 않았으며 극 중 부녀 지간으로 나온 이순재와 배종옥을 KBS 2TV 주말 드라마 《목욕탕집 남자들》에 겹치기 출연시켜 시청자들의 비난을 샀다.[1]
- 동시간대 SBS 일일 시트콤 《아빠는 시장님》 때문에 고전을 면치 못하자 4개월 만에 조기 종영되었고, 후속 프로그램 KBS 2TV 일일 드라마 《오늘은 남동풍》를 마지막으로 KBS 2TV 일일 드라마를 잠정 폐지했는데 그 당시 방영된 KBS 드라마들과 마찬가지로 이혼녀 수절과부 등[3] 비정상적인 가정을 배경으로 한 터라 방송의 덕목인 "가정생활의 순결성 보호" 정신을 거슬렸다는 지적을 받아왔다.